# Die Unvollendete (Film)
Die Unvollendete ist eine US-amerikanische Filmbiografie aus dem Jahre 1941 von Reinhold Schünzel, dessen nominell letzte Leinwandinszenierung dies war. Im Mittelpunkt der Geschichte steht das Leben des österreichischen Komponisten Franz Schubert, hier verkörpert von Alan Curtis. Ihm gegenüber ist Albert Bassermann als sein großer Förderer Ludwig van Beethoven zu sehen.

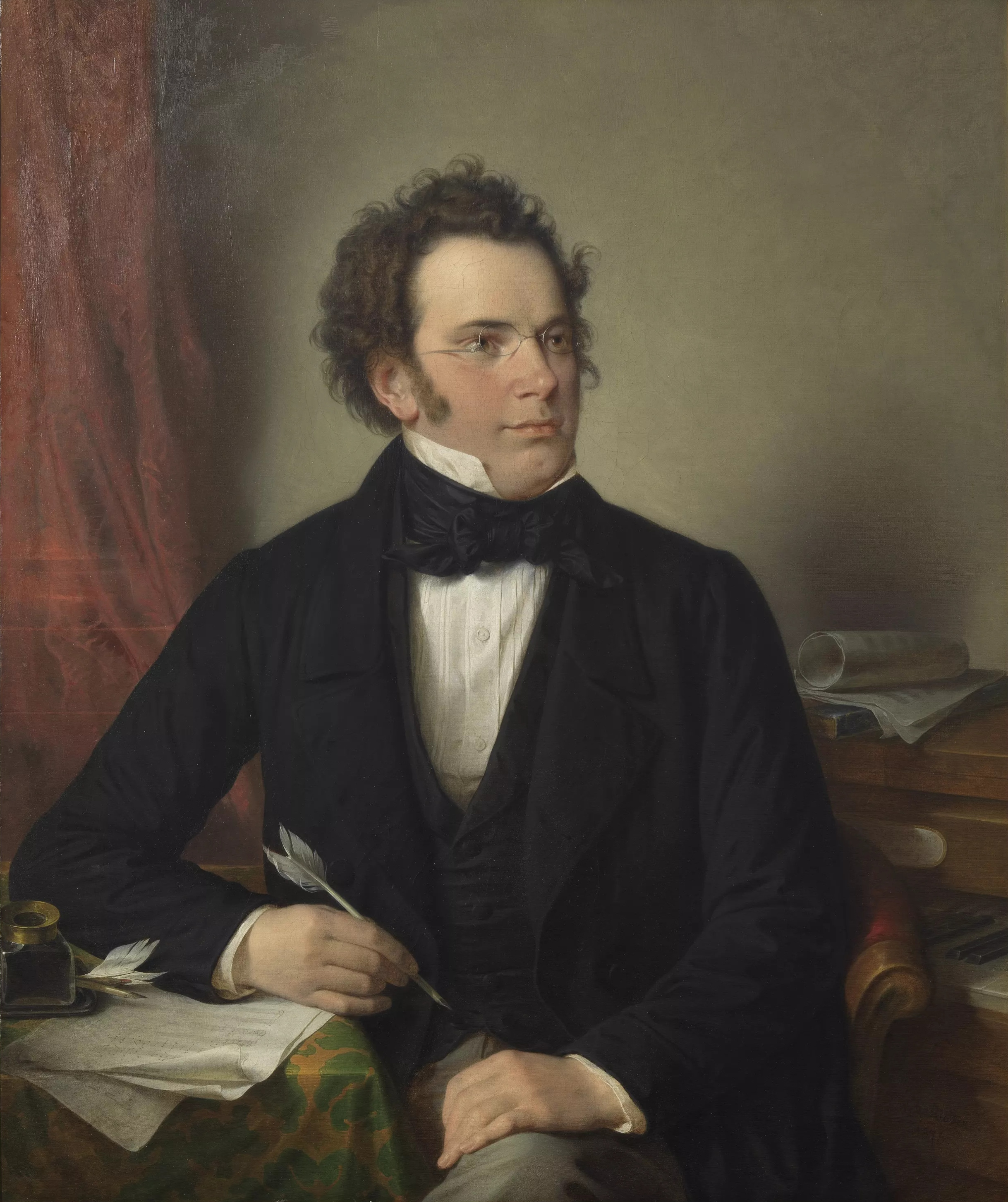
Der originale Franz Schubert
(Porträt von Wilhelm August Rieder, 1875, nach einer Aquarellvorlage von 1825)

## Handlung
Wien um 1820. Der junge Musiker Franz Schubert, ein aufstrebender Komponist von beträchtlichem Talent, muss aufgrund seiner unkonventionellen Unterrichtsmethoden seinen Posten als Lehrer niederlegen. Am selben Abend treffen Soldaten in der örtlichen Taverne ein, um Schubert und seine böhmischen Freunde abzuholen – die jungen Männer sollen in die Kaserne gebracht werden, um ab sofort ihre Wehrpflicht ableisten. Es kommt zu einer handfesten Rauferei. Im allgemeinen Gewirr und mithilfe seines Vermieters und Freundes Poldi kann Franz fliehen. Er setzt sich nach Ungarn ab, sucht mittellos und hungrig eine Anstellung auf einem großen Landgut und wird dort als Schafscherer eingestellt. Während er mit einem widerspenstigen Tier ringt, lernt er die Verwalterin des Anwesens kennen, eine junge Ungarin namens Anna. Franz wird schon an seinem ersten Tag wegen Unfähigkeit gefeuert, aber Anna erbarmt sich seiner und gibt ihm Unterkunft für eine Nacht. Am Abend verzaubert Franz die junge Frau mit seinem Können am Klavier, und vor seiner Abreise am nächsten Morgen überreicht er ihr – als Dankeschön für ihre Freundlichkeit – eine eigenen Komposition. Beeindruckt von Schuberts musikalischem Talent, erreicht Anna, dass der junge Mann auf dem Anwesen sein Glück als Buchhalter versuchen darf.
Die Gutsbesitzerin Gräfin Carolina gibt Anna den Auftrag, mit den Vorbereitungen für einen prächtigen Ball zu Ehren des bevorstehenden Besuchs des Erzherzogs zu beginnen. Der Herzog, ein Amateurkomponist, überreicht der Gräfin sein neuestes Klavier-Opus, und Anna ermutigt Franz, das Stück auf dem Ball aufzuführen, um dadurch eventuell einen interessierten Mäzen auf sich aufmerksam zu machen. Auf dem Ball versucht Franz, die laienhafte, stockende Komposition des Herzogs zu spielen, aber dieses Werk erweist sich als derart fürchterlich, dass Schubert nun mit eigenen Klängen zu improvisieren beginnt. Der Erzherzog ist erbost und befiehlt Schubert, augenblicklich damit aufzuhören. Anna springt dem genialen Nachwuchskomponisten zur Seite, prangert das musikalische Stümpertum der anwesenden Aristokraten an, die nicht in der Lage seien, das wahre Genie eines Mannes vom Schlage eines Franz Schubert zu erkennen. Derart düpiert, bleibt der Gräfin nichts anderes übrig, als Anna sofort zu entlassen. 
Nach einer Weile kann Schubert wieder nach Wien heimkehren. Anna, die ihn in der Zwischenzeit sehr lieb gewonnen hat, begleitet ihren Franz. Bei Freund Poldi findet er die Muße, die er für neue Kompositionen benötigt. Währenddessen ist Anna bemüht, an Schuberts Arbeiten interessierte Musikverlage ausfindig zu machen. Doch sie findet kein Gehör und wendet sich daher an den berühmten deutschen Komponisten Ludwig van Beethoven, der derzeit ebenfalls in Wien weilt. Dem großen alten, von allmählicher Taubheit geplagten Mann gegenüber preist Anna Franzens Musik als "neuen Wein" und überzeugt schließlich den widerspenstigen Beethoven, der grundsätzlich der Unerfahrenheit und Jugend misstraut, einen Blick auf Schuberts neueste Sinfonie zu werfen. Trotz seiner Taubheit erkennt der Wahl-Wiener angesichts der Noten sofort, welche Magie und Schönheit in Schuberts Werken liegt. Unzweifelhaft: Für Ludwig van Beethoven ist dieser Newcomer ein wahres Genie, und er verspricht Anna, dem jungen Mann so gut er kann zu helfen; sie solle ihm aber nichts von beider Gespräch verraten, nicht ehe er seine Sinfonie vollendet hat. 
Franz hat inzwischen den Traum vom Komponieren aufgegeben und kündigt gegenüber Anna an, zum Lehrerberuf zurückkehren zu wollen. Anna bittet ihren Liebsten, nicht vorschnell zu entscheiden, sondern erst einmal seine Sinfonie zu vollenden. Sie hätte gern die Komposition zu ihrem bevorstehenden Geburtstag als Geschenk bekommen. Ein Monat vergeht, und an Annas Geburtstag überrascht Schubert sie nicht etwa mit seinem vollendeten Werk, sondern mit der traurigen Botschaft, dass Beethoven gestorben sei. Anna fassungslos angesichts dieser Nachricht, was Schubert wiederum, der nichts von beider einstigen Begegnung wusste, nicht versteht. Annas Trauer wird noch größer, da Schubert die Sinfonie nicht vollendet hat, sondern die letzte Zeit dafür genutzt hat, mit dem Unterricht viel Geld zu verdienen. Franz erklärt ihr, dass seine Sinfonie eine Unvollendete bleiben werde und er nicht mehr länger seinen hochtrabenden Komponistenträumen nachjagen wolle. Vielmehr wolle er Anna heiraten, und das verdiente Geld solle beider Grundstock sein. Anna ist zutiefst enttäuscht und macht sich noch am selben Abend allein auf den Rückweg nach Ungarn. In einem Brief, den sie für Franz zurücklässt, fordert sie diesen auf, nicht seine Träume ihr zuliebe aufzugeben, denn es würde der Tag kommen, an dem er sie dafür verachten werde. Schubert geht in sich und erkennt, dass sie recht hat. Anna hatte einst seine Musik als "Fenster zu einer anderen Welt" beschrieben. Schubert setzt sich nun an ein Notenblatt und beginnt sein Meisterwerk, das "Ave Maria", zu komponieren.

## Produktionsnotizen
Die Unvollendete entstand zwischen dem 14. Januar und dem 17. Februar 1941 in den General Service Studios und wurde am 8. August desselben Jahres uraufgeführt. Die Deutschland-Premiere war am 17. März 1950. 
Alexander Korda diente als Herstellungsleiter, Douglas Maclean als Produktionsleiter. Ernő Metzner entwarf die Filmbauten, Julia Heron die Ausstattung und René Hubert die Kostüme. Der 19-jährige Filmdebütant Georg Kreisler übernahm die musikalische Bearbeitung (Arrangement) der Komposition Miklós Rózsas, Artur Guttmann die musikalische Leitung.

## Kritiken
Schünzels letzte Filmregie erhielt durchgehend schwache bis schlechte Kritiken und erwies sich als finanzieller Misserfolg, was dazu führte, dass Schünzel in Hollywood anschließend als Regisseur kein Angebot mehr erhielt.
Halliwell‘s Film Guide fand, der Film sei ein „merkwürdig besetztes, romantisches Drama, ziemlich linkisch in allen Bereichen“.
Im Lexikon des Internationalen Films heißt es: „Eine in Ausstattung und Darstellung stillose Künstlerbiografie, die romantisierende Episoden ohne jedes Flair aneinanderreiht.“